# Ĵ

Ilustrace

Ĵ (minuskule ĵ) je písmeno latinky. Vyskytuje se v esperantu a v jedné z abeced votštiny. Znak je složen z písmene J a stříšky (circumflexu). V esperantu se vyslovuje jako znělá postalveolární frikativa [ʒ], ve votštině jako znělá postalveolární afrikáta [dʒ]. Jeho variantou v ostatních pravopisech votštiny je dž. V kvantové machanice značí {\displaystyle {\hat {J}}} operátor celkového momentu hybnosti.
V Unicode mají písmena Ĵ a ĵ tyto kódy:
- Ĵ: U+0134
- ĵ: U+0135